# Sitta formosa
El trepador hermoso (Sitta formosa) es una especie de ave paseriforme de la familia Sittidae.
Es un trepador de gran tamaño, y mide 16.5 cm (6.5 pulgadas) de longitud. Carece de dimorfismo sexual. Su coloración o rasgos son peculiares: las partes superiores son negras y azures, manchadas de blanco y azul claro en la cabeza y alineadas con los mismos colores de las plumas de las alas. Las partes inferiores son color naranja, y la lista superciliar y la garganta son ocres. Una línea ocular oscura irregular destaca en su ojo. La ecología de la S. formosa no está completamente descrita, pero se sabe que se alimentan de pequeños insectos y larvas que encuentran en los troncos y ramas de epífitas cubiertas de árboles en su distribución. La reproducción tiene lugar entre abril y mayo; el nido lo construye en el agujero de un roble, rododendro, u otro árbol grande. El nido está hecho de material vegetal y pelos en donde el ave normalmente pone cuatro a seis huevos.
Aunque la especie se encuentra en la mayoría de los países que integran el Sudeste Asiático, es poco común a lo largo de su distribución (su población es marcadamente local). Los nidos de la especie predominantemente en los bosques montanos en el rango altitudinal de entre 950 m (3120 pies) hasta casi 2300 m (7500 pies), ajustándose un poco la altura cada temporada con un descenso de alrededor de 300 m (980 pies) en invierno. Su aparente localización dentro de su distribución exige estimaciones rigurosas para su difícil población, pero su hábitat está amenazado por la deforestación y la especie parece estar en declive. Ha sido clasificado como «vulnerable» por la Unión Internacional para la Conservación de la Naturaleza.

## Descripción

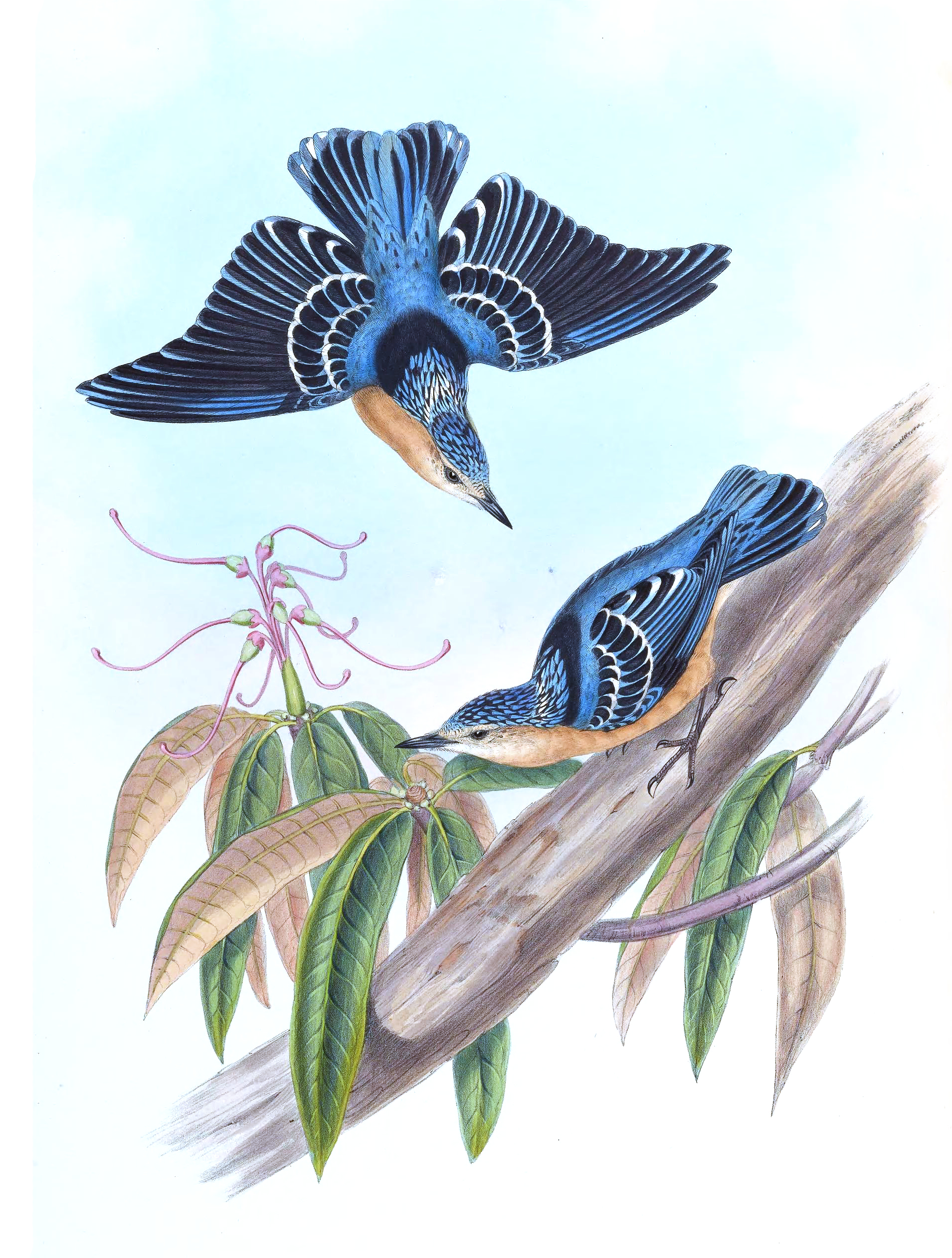
Ilustración de un Sitta formosa, por John Gould y.

El trepador hermoso tiene plumaje distintivo. Sus partes superiores son negras y azures, y es de color naranja en las partes inferiores. El píleo y el manto superior son negros, con rayas de color azul claro y blanco. El escapularios, espalda y ancas son azures. Las coberteras superiores y medias son negras, finamente bordeados con blanco, formando dos barras estrechas en la ala; las plumas de vuelo son de color negro y más o menos bordeados con azul pálido. Las partes superiores son generalmente de color naranja o canela, pero la lista superciliar y la garganta son de color blanco y beige, y en el ojo se destaca por una irregular línea ocular oscura. Bajo el ala, la base blanca de las coberteras primarias contrasta con las coberteras grises bajo la cola. El iris es de color marrón rojizo o marrón oscuro y el pico es negro, pero con un tinte blanquecino en la base de la mandíbula inferior. Los pies son de color marrón amarillento, marrón-oliva o marrón verdoso.
No hay dimorfismo sexual. Los jóvenes son muy similares a los adultos, pero las rayas en el manto son azules en lugar de blanco. Las coberteras primarias de los menores son, por lo tanto, más estrechamente alineados con el azul, y normalmente las partes inferiores son más pálidas, especialmente en el pecho. Los adultos realizan una muda completa después de la temporada de cría, y se considera que los menores solo hacen una muda parcial, en la que se sustituyen un número variable de timoneras.
El pájaro es grande en comparación con otros miembros del género Sitta, ya que mide alrededor de 16.5 cm (6.5 pulgadas) de longitud. El ala plegada mide 98 a 109 mm (3/9 a 4/3 pulg) en los machos y 97 a 100 mm (3.8 a 3.9 pulgadas) en las hembras. La cola es de 48 a 60 mm (1/9 a 2/4 pulg) en los machos y 52 a 56 mm (2.0 a 2.2 pulgadas) en las hembras. Las medidas del pico tienen aproximadamente 20 mm (0.79 pulg) y 24.9 mm (0.98 pulg) y en el tarso es 19 a 22 mm (0.75 a 0.87 pulgadas) de longitud. No se conoce el peso.

## Taxonomía
Las sitas constituyen un género —Sitta— de pequeñas aves paseriformes de la familia Sittidae, que se caracterizan por sus alas cortas y comprimidas, de forma cuadrada, con 12 plumas, colas cortas, cuerpos compactos, picos puntiagudos bastante largos y fuertes pies con garras largas, así como su comportamiento, por su singular forma de mover su cabeza al descender los troncos de los árboles. La mayoría de los trepadores tienen partes superiores grises o azules y una línea negra que atraviesa los ojos. Sitta deriva del nombre griego antiguo para los trepadores (σιττη [sittē]). En inglés Nuthatch («trepador»), registrado primero en 1350, deriva de nut y una palabra probablemente relacionados con hack, ya que estas aves escarban buscando las nueces que han guardado en las grietas de los árboles. El género puede ser dividido en siete subgéneros, de los cuales el trepador hermoso (S. formosa) se ubica solo en Callisitta (Bonaparte, 1850), y en ocasiones la especie, por tanto, es llamada Callisitta formosa.
El trepador hermoso fue descrito por primera vez en 1843 por el zoólogo británico Edward Blyth, de un espécimen que examinó en Darjeeling. Su parentesco con otros miembros del género no está claro. El color azul brillante de su plumaje sugiere una comparación con el trepador azur (S. azurea), u otras especies de sitas azuladas como el trepador piquirrojo (S. frontalis), el trepador piquigualdo (S. solangiae) y el trepador filipino (S. oenochlamys), pero su distribución centrada en el Himalaya oriental, y los patrones únicos del plumaje,  es un argumento en contra de la hipótesis. Según el Congreso Ornitológico Internacional y Alan P. Peterson, no se distingue subespecie alguna.
En 2014, Éric Pasquet et al publicó una filogenia basada en el examen de ADN nuclear y mitocondrial de veintiún especies de trepadores. La posición del trepador hermoso dentro del género no se ha establecido con precisión, pues tiene una asociación estadística mucho más inferior que otros en el modelo. Sin embargo, en los hallazgos de la especie parece más cercano evolutivamente a tres clados de trepadores: dos trepadores que prefieren ambientes rocosos, como el trepador rupestre occidental (S. neumayer) y el trepador rupestre oriental (S. tephronota); especies del grupo europaea, entre ellos el trepador azul (S. europaea), el trepador siberiano (S. arctica), trepador de las Naga (S. nagaensis), el trepador de Cachemira (S. cashmirensis), trepador indio (S. castanea), el trepador ventricastaño (S. cinnamoventris) y el trepador indochino (S. neglecta); así como el trepador del Himalaya (S. himalayensis), y, por consiguiente, el trepador birmano (S. victoriae). Estos parientes cercanos son, en general, todas las especies que recubren la entrada de su nido con barro.

## Ecología y comportamiento

### Voz
Las vocalizaciones de S. formosa no son bien conocidas, pero su canto se describe como «bajo y dulce en el tono». Su llamado es típica de los trepadores, y similar al del trepador azul (S. europaea), pero menos estridente.

### Alimentación

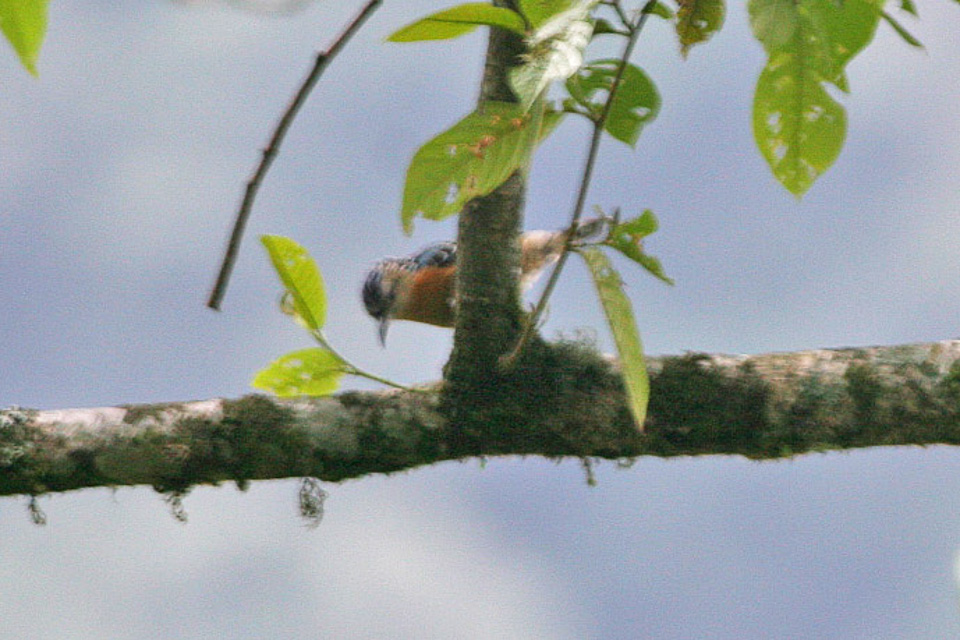
En Bután, las ramas que se observan están cubiertos de epífitas.

Los trepadores hermosos se alimentan en solitario, en parejas o en pequeños grupos de cuatro o cinco especímenes, aunque se ha observado una inusual reunión de 21 individuos en un árbol en Bután. Frecuentemente participa en bandadas mixtas de especies que se reúnen para comer, y se ha observado sobre todo alimentándose con la cutia nepalesa (Cutia nipalensis) y el trepador piquirrojo (S. frontalis) —otras dos especies que  prefieren alimentarse en los troncos de los árboles—. Otros miembros de la bandada de alimentación encuestados son el eurilaimo lorito (Psarisomus dalhousiae), el drongo de raquetas chico (Dicrurus remifer), la oropéndola granate (Oriolus traillii) y la cimitarra cejiblanca (Pomatorhinus schisticeps).
S. formosa se alimenta desde la parte media hasta el ápice de árboles altos, explora los troncos y ramas cubiertas de epífitas (líquenes, musgos, orquídeas) buscando pequeños insectos, pero también prefiere las ramas más externas. En Laos, varios especímenes fueron observados alimentándose mientras estaban posados en las ramas mayores de un árbol Fokienia de hoja perenne (Fokienia hodginsii) —un árbol que con frecuencia está envuelto en epífitas—. El ave ha sido descrito por algunos autores como el más tímido de los trepadores. De alguna forma difiere al de los demás en su género, ya que en ocasiones se le observa colgando boca abajo durante un tiempo prolongado y se confunde con la topografía de su entorno. En comparación con otros trepadores, la especie ha sido descrita actuando «sin apuros», ya que picotea troncos, líquenes y otras epífitas, en busca de presas. El contenido estomacal de ejemplares chinos recogidos consistía en escarabajos y larvas de insectos.

### Reproducción
La reproducción de la especie no ha sido bien estudiada. En el noreste de la India, la temporada de apareamiento es de abril a mayo. El nido se coloca fuera de la tierra, entre dos y ocho metros de altura, y con frecuencia se construye en un agujero de un árbol (vivo o muerto) de roble o rododendro, u, ocasionalmente, en otros árboles de gran tamaño. Los nidos se construyen con hojas y cortezas, unidas con pelos, frecuentemente de las ratas de bambú. Si la abertura del agujero es demasiado grande, se cementa con barro para reducir el tamaño de entrada. El ave pone normalmente cuatro a seis huevos blancos, pintados con manchas rojas, y miden 20.8 mm x 15.3 mm (0.82 x 0.60 pulg).

## Distribución y hábitat

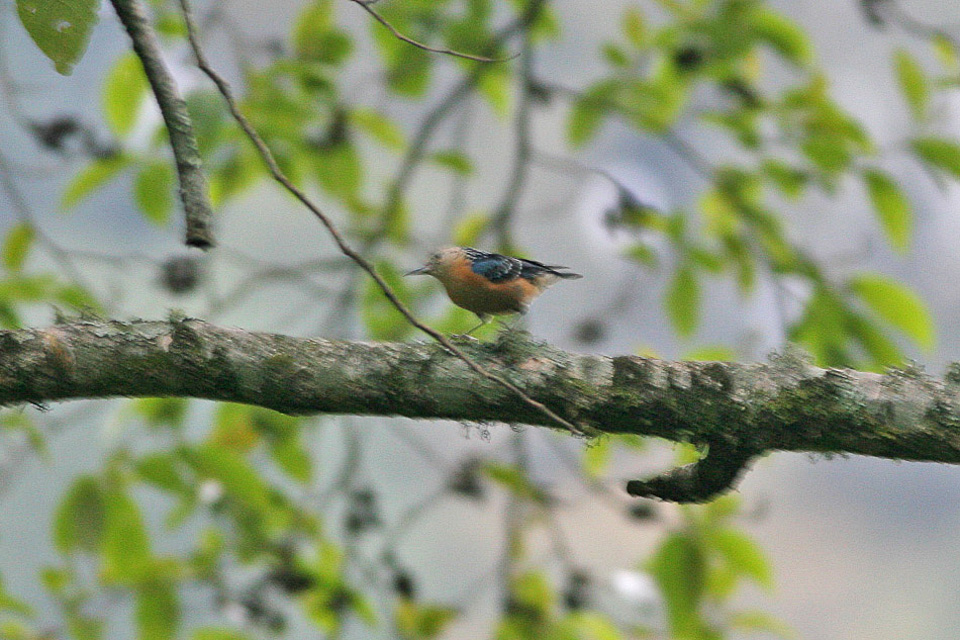
En su hábitat natural en Bután.

La especie vive en los Himalayas orientales, y ha sido reportado en varios sitios dispersos en todo el Sudeste Asiático, en el noroeste de Vietnam y en el centro de Laos. Su área de distribución se extiende hacia el oeste en el noreste de la India, donde fue reportado visto cerca de Darjeeling, en Bengala Occidental, pero no desde 1933. Está presente en Bután, y en los estados indios de Sikkim (en la ciudad de Rangpo), en Megalaya (en las montañas Khasi), en Assam (en el distrito de Dima Hasao), en el sur de Arunachal Pradesh, y en Manipur y Nagaland. Su presencia en Bangladés es incierta pero se encuentra más al oeste en el norte de Birmania, en el Estado Chin (en los bosques montanos de las colinas Chin-Arakan Yoma), la división de Sagaing, en el Estado Kachin y en el Estado Shan. Los datos sobre el pájaro en Laos son erráticos, pero hay informes de avistamientos al norte de Phou Kobo, y de un gran número de las especies que invernan en el centro del país, en el prístino desierto de Nakai-Nam Theun. También hay informes de avistamientos en el sureste de la provincia china de Yunán, en el norte de Tailandia y en el noroeste de Vietnam. Su distribución residencial y de crianza se estima que cubre 376 000 km² (145 000 millas cuadradas).
El trepador hermoso generalmente habita en el interior y alrededores de bosques montanos siempreverdes o semiperennes, aunque en el norte de Birmania que se han registrado anidaciones en árboles dispersos en zonas abiertas. En el centro de Laos, el ave se encuentra asociado con los Fokienia de hoja perenne. Por lo general viven en altitudes de 950 m (3120 pies) y hasta casi 2300 m (7500 pies) durante las estaciones cálidas, pero pueden migrar hacia abajo en el cambio de temporada. En la India, por ejemplo, la especie pasa el verano entre 1500 m (4900 pies) y 2100 m (6900 pies), pero no se ha observado durante el invierno a tan solo 335 m (1099 pies) en Sikkim y en el noreste de Arunachal Pradesh a 460 m (1510 pies) y entre 600 m (2000 pies) y 800 m (2600 pies). En Birmania, que se observaron a entre 975 m (3199 pies) y 1830 m (6000 pies), en China entre 350 m (1150 pies) y 1975 m (6480 pies), en Laos entre 1950 m (6400 pies) y 2000 m (6600 pies), y en Tailandia la única observación de la especie fue a una altitud de 2290 m (7510 pies).

## Estado de conservación
La trepador hermoso siempre ha sido raro y muy local a lo largo de su distribución, tal vez debido a sus requerimientos ecológicos muy específicos, aunque esto ha sido cuestionado como no acorde con la diversidad de hábitats en los que S. formosa se ha observado. Aunque que la especie está menos amenazada en las altas elevaciones, su hábitat se ha reducido por la deforestación, debido a la tala y desmonte de bosques para dar paso a los humanos.  En el centro de Laos y el norte de Vietnam, los árboles del género Fokienia, que son una fuente conocida de alimentación y sitio de anidación del trepador hermoso, se cosechan por su alto valor comercial. Una investigación realizada en 2001 indicó una población que comprende 2500 a 10 000 adultos, y entre 3500 y 15 000 individuos en total; estos números están en declive. La especie ha sido clasificada como «vulnerable» por la Unión Internacional para la Conservación de la Naturaleza.